# Distretto di Santō
Il distretto di Santō (三島郡, Santō-gun?) è uno dei distretti della prefettura di Niigata, in Giappone.
Attualmente fa' parte del distretto solo il comune di Izumozaki.
| Controllo di autorità | VIAF (EN) 132555214 · LCCN (EN) n82239106 · J9U (EN, HE) 987007557421505171 · NDL (EN, JA) 00635374 |